# Platyarachne scopulifera
Platyarachne scopulifera là một loài nhện trong họ Thomisidae.
Loài này thuộc chi Platyarachne. Platyarachne scopulifera được Eugène Simon miêu tả năm 1895.